# Тит Юний Монтан
Тит Юний Монтан (лат. Titus Iunius Montanus) — римский политический деятель второй половины I века.
Монтан происходил из малоазиатского города Александрия Троадская из Арниенской трибы. Его отца звали Гай. Монтан начал свою карьеру в качестве монетного триумвира. Затем он последовательно находился на постах военного трибуна V Македонского легиона, квестора в провинции Вифиния и Понт, народного трибуна и претора. После этого Монтан был проконсулом Сицилии. С мая по июнь 81 года он занимал должность консула-суффекта.